# Jelle Engelbosch
Jelle Engelbosch (Sint-Truiden, 10 juni 1980) is een voormalig Belgisch politicus voor de Nieuw-Vlaamse Alliantie (N-VA).

## Levensloop
Engelbosch werkte van 2004 tot 2020 als zelfstandig vastgoedmakelaar. In 2020 zette hij zijn zelfstandige activiteit stop om zich voltijds te wijden aan zijn politieke carrière.
Bij de gemeenteraadsverkiezingen van oktober 2012 werd hij voor de Vlaams-nationalistische partij N-VA verkozen tot gemeenteraadslid van Sint-Truiden. Begin 2019 werd hij eerste schepen van de stad, met de bevoegdheden ruimtelijke ordening, woonbeleid, erfgoed, sociale huisvesting, stadsontwikkeling en dierenwelzijn. Ook was hij er van 2019 tot 2021 voorzitter van het sociaal verhuurkantoor Land Van Loon, van 2019 tot 2023 bestuurder van de sociale huisvestingsmaatschappij Nieuw Sint-Truiden en van 2019 tot 2023 voorzitter van het Autonoom Gemeentebedrijf.
Bij de Vlaamse verkiezingen van mei 2014 behaalde zijn partij in de kieskring Limburg 32,15% van de stemmen waardoor N-VA vijf volksvertegenwoordigers in die kieskring kon afvaardigen naar het Vlaams Parlement. Zelf haalde hij 14.739 voorkeurstemmen. Als vijfde kandidaat op de lijst werd hij verkozen. Engelbosch ging zetelen in de commissies Landbouw, Visserij en Plattelandsbeleid en Wonen, Armoedebeleid en Gelijke Kansen. Hij legde zich ook toe op dierenwelzijn en was de drijvende kracht achter het verbod op onverdoofd slachten. Daarnaast zorgde hij voor een algemene verplichting van rookmelders in alle Vlaamse woningen. Hij werkte ook actief mee aan het nieuwe huurdecreet. Bij de Vlaamse verkiezingen van mei 2019 kreeg hij de vierde plaats in Limburg. Hij raakte niet herkozen.
Van 11 mei tot en met 15 juli 2021 was hij waarnemend burgemeester van de stad Sint-Truiden, ter vervanging van Veerle Heeren, die tijdelijk een stap opzij zette wegens een vaccinatieschandaal. Na het ontslag op 16 september 2022 van Veerle Heeren werd hij op 7 oktober 2022 voorgedragen als burgemeester van Sint-Truiden. Er brak (vanuit de oppositiepartij Vooruit van ex-burgemeester Ludwig Vandenhove) evenwel meteen een nieuw schandaal uit rond de vermeende aankoop met voorkennis van een bouwgrond door Engelbosch tijdens zijn periode als schepen van Ruimtelijke Ordening. Audit Vlaanderen sprak van een schijn van belangenvermenging. Engelbosch ontkende, maar besloot om onder deze omstandigheden toch geen burgemeester te worden. Hij stopte ook als schepen. In 2024 seponeerde het parket de zaak, vanwege onvoldoende bewijslast.
Op 15 maart 2023 beëindigde hij zijn politieke werkzaamheden en ging weer werken als zelfstandig vastgoedmakelaar.